# Veu en off
La veu en off és un recurs narratiu del cinema i les arts escèniques en el qual algú parla com a part de l'espectacle sense sortir a escena o, en el cas audiovisual, sense que aparegui a la pantalla.
Segons com s'utilitzi, pot equivaler al narrador omniscient de la literatura clàssica o un personatge de la trama. Pot explicar els fets des de fora de l'acció o no, ubicar la història en el temps i l'espai, donar pas als personatges, servir de transició entre les accions, expressar el discurs mental d'un personatge. Serguei Eisenstein va ser un dels primers a utilitzar la tècnica el 1930 en l'adaptació d'Una tragèdia americana de Theodor Dreiser. Al mateix any, a la pel·lícula L'Âge d'or de Luis Buñuel se sent la veu de personatges que no mouen els llavis. Des de l'aleshores va esdevenir un recurs habitual. Tot i ser un recurs útil i eficaç, s'ha d'utilitzar sense exagerar, per evitar que serveixi només per amagar l'incapacitat del realitzador per suggerir i insinuar.